# Campeonato Mundial de Atletismo Sub-20 de 2022 - Revezamento 4x100 m feminino
A prova do revezamento 4 x 100 metros feminino do Campeonato Mundial de Atletismo Sub-20 de 2022 ocorreu entre nos dias 4 e 5 de agosto de 2022 no Estádio Olímpico Pascual Guerrero, em Cali, na Colômbia.

## Recordes
Antes desta competição, os recordes mundiais e do campeonato nesta prova eram os seguintes:
|       | Nacionalidade  | Tempo | Local   | Data                 |
| ----- | -------------- | ----- | ------- | -------------------- |
| WU20R | Jamaica        | 42.94 | Nairóbi | 22 de agosto de 2021 |
| CR    | Jamaica        | 42.94 | Nairóbi | 22 de agosto de 2021 |
| WU20L | Estados Unidos | 42.40 | Walnut  | 16 de abril de 2022  |

Os seguintes recordes mundiais ou do campeonato foram estabelecidos durante esta competição: 
| Data        | Evento | Nacionalidade | Tempo | Notas   |
| ----------- | ------ | ------------- | ----- | ------- |
| 5 de agosto | Final  | Jamaica       | 42.59 | , WU20R |

## Medalhistas
| Ouro                                                                                | Prata | Bronze                                                                                                |
| Jamaica · Serena Cole · Tina Clayton · Kerrica Hill · Tia Clayton · Alexis James[a] | Estados Unidos · Jayla Jamison · Autumn Wilson · Iyana Gray · Shawnti Jackson · Lily Jones[a] · Alyssa Colbert[a] | Colômbia · María Alejandra Murillo · Marlet Ospino · Melany Bolaño Cassiani · Laura Martínez Ibarguen |

a  Atletas que participaram apenas nas eliminatórias e receberam medalhas.

## Cronograma
Todos os horários são locais (UTC-5).
| Data        | Hora  | Evento  |
| ----------- | ----- | ------- |
| 4 de agosto | 12:00 | Bateria |
| 5 de agosto | 15:35 | Final   |

## Resultados

### Bateria
Qualificação: Os 2 primeiros de cada bateria (Q) e os 2 tempos mais rápidos (q).
| Posição | Bateria | Nacionalidade     | Atletas                                                                                 | Tempo        | Notas                |
| ------- | ------- | ----------------- | --------------------------------------------------------------------------------------- | ------------ | -------------------- |
| 1       | 1       | Jamaica           | Serena Cole, Tina Clayton, Alexis James, Tia Clayton                                    | 43.28        | Q                    |
| 2       | 2       | Estados Unidos    | Lily Jones, Autumn Wilson, Iyana Gray, Alyssa Colbert                                   | 43.66        | Q,                   |
| 3       | 3       | Reino Unido       | Nia Wedderburn-Goodison, Alyson Bell, Joy Eze, Faith Akinbileje                         | 43.78        | Q, NU20R             |
| 4       | 3       | Colômbia          | María Alejandra Murillo, Marlet Ospino, Melany Bolaño Cassiani, Laura Martínez Ibarguen | 44.34 [.332] | Q, NU20R             |
| 5       | 3       | Alemanha          | Chelsea Kadiri, Sina Kammerschmitt, Marlene Körner, Holly Okuku                         | 44.34 [.338] | q                    |
| 6       | 1       | Itália            | Gaya Bertello, Ludovica Galuppi, Agnese Musica, Ilenia Angelini                         | 44.69        | Q,                   |
| 7       | 2       | Austrália         | Aleksandra Stoilova, Olivia Rose Inkster, Hayley Reynolds, Taylah Cruttenden            | 44.83        | Q,                   |
| 8       | 2       | Suíça             | Soraya Becerra, Emma Van Camp, Selina Furler, Anouk Ledermann                           | 44.94 [.940] | q,                   |
| 8       | 3       | Chéquia           | Eva Kubíčková, Tereza Lamačová, Adéla Tkáčová, Hana Blažková                            | 44.94 [.940] | Recorde da temporada |
| 10      | 2       | Polónia           | Dorota Puzio, Aleksandra Piotrowska, Julia Dziamska, Magdalena Niemczyk                 | 45.14        | Recorde da temporada |
| 11      | 1       | França            | Maïwenn L'Heveder, Lauraline Lerus, Shana Lambourde, Maud Zeffou Poaty                  | 45.20        | Recorde da temporada |
| 12      | 1       | África do Sul     | Nosipho Malinga, Kayla La Grange, Kayla Murray, Natasha Gertenbach                      | 45.84        | Recorde da temporada |
| 13      | 1       | Porto Rico        | Legna Echevarria, Frances Colón, Darelis Dominguez, Karina Franceschi                   | 46.12        | NU20R                |
| 14      | 1       | Trinidad e Tobago | Reneisha Andrews, Shaniqua Bascombe, Kayla Caesar, Kyah La Fortune                      | 46.44        |                      |
| 15      | 1       | Bahamas           | Shatalya Dorsett, Lacarthea Cooper, Paige Archer, Javonya Valcourt                      | 46.51        | Recorde da temporada |
| 16      | 2       | Finlândia         | Minea Fogelholm, Anna Pursiainen, Emma Tainio, Katriina Wright                          | DSQ          | TR24.7               |
| 16      | 3       | Nigéria           | Adijatu Rejoice Sule, Praise Ofoku, Adetutu Funmilayo Aladeloye, Obi Jennifer Chukwuka  | DSQ          | TR24.6               |
| 16      | 3       | Brasil            | Ana Cecília Correia de Oliveira, Natalia Campregher, Vanessa Sena,Leticia Ruzilla       | DSQ          | TR24.7               |
| 19      | 2       | Canadá            |                                                                                         | DNS          | DNS                  |

### Final
A prova final foi realizada no dia 5 de agosto às 16:35. 
| Posição           | Nacionalidade  | Atletas                                                                                 | Tempo | Notas  |
| ----------------- | -------------- | --------------------------------------------------------------------------------------- | ----- | ------ |
| Medalha de ouro   | Jamaica        | Serena Cole, Tina Clayton, Kerrica Hill, Tia Clayton                                    | 42.59 | WU20R  |
| Medalha de prata  | Estados Unidos | Jayla Jamison, Autumn Wilson, Iyana Gray, Shawnti Jackson                               | 43.28 | NU20R  |
| Medalha de bronze | Colômbia       | María Alejandra Murillo, Marlet Ospino, Melany Bolaño Cassiani, Laura Martínez Ibarguen | 44.59 | NU20R  |
| 4                 | Alemanha       | Chelsea Kadiri, Sina Kammerschmitt, Marlene Körner, Holly Okuku                         | 44.73 |        |
| 5                 | Itália         | Gaya Bertello, Ludovica Galuppi, Agnese Musica, Ilenia Angelini                         | 44.79 |        |
| 6                 | Austrália      | Hayley Reynolds, Olivia Rose Inkster, Georgia Harris, Taylah Cruttenden                 | 45.15 |        |
| 7                 | Reino Unido    | Nia Wedderburn-Goodison, Alyson Bell, Joy Eze, Faith Akinbileje                         | DNF   | DNF    |
| 8                 | Suíça          | Soraya Becerra, Emma Van Camp, Selina Furler, Anouk Ledermann                           | DSQ   | TR24.7 |

Legenda
| Recorde mundial       | Recorde mundial (World record)               |                       | Recorde africano                      | Recorde africano (African) |                                           | Q | Classificado por posição (Qualified) |
| Recorde do campeonato | Recorde do campeonato (Championship record)  | Recorde da América    | Recorde da América (Americas)         | q                          | Classificado por melhor tempo (Qualified) |   |                                      |
| Melhor marca do ano   | Melhor marca do ano (World leading)          | Recorde asiático      | Recorde asiático (Asian)              | DNS                        | Não largou (Did not start)                |   |                                      |
| Recorde nacional      | Recorde nacional (National record)           | Recorde europeu       | Recorde europeu (European)            | DNF                        | Não terminou (Did not finish)             |   |                                      |
| Recorde pessoal       | Recorde pessoal do atleta (Personal best)    | Recorde da Oceania    | Recorde da Oceania (Oceania)          | DSQ / DQ                   | Desclassificado (Disqualified)            |   |                                      |
| Recorde da temporada  | Recorde da temporada do atleta (Season best) | Recorde sul-americano | Recorde sul-americano (South America) | NM                         | Sem marca (No mark)                       |   |                                      |